# Daj mi chwilę
Daj mi chwilę – ósmy album Justyny Steczkowskiej wydany w 2007 roku.  

## O albumie
Daj mi chwilę to pierwszy od 7 lat album Justyny z całkowicie premierowym materiałem. Płytę wyprodukował Bogdan Kondracki, ponadto Justyna przy jej tworzeniu pracowała z takimi artystami jak Ania Dąbrowska, Filip Sojka czy Karolina Kozak. Wydawnictwo okazało się sukcesem (3. miejsce na liście OLiS) i uzyskało status złotej płyty. W 2008 wydano reedycję albumu, wzbogaconą o płytę DVD.

## Lista utworów
CD
1. „To tylko złudzenie (To nie miłość)” (muzyka: Tomasz Bonarowski / Ania Dąbrowska, słowa: Justyna Steczkowska)
2. „W przód i w tył” (muzyka: Bogdan Kondracki / Ania Dąbrowska, słowa: Kuba Wandachowicz)
3. „Tu i tu” (muzyka: Tim Flavio / Bogdan Kondracki, słowa: Justyna Steczkowska)
4. „Daj mi chwilę” (muzyka i słowa: Łukasz Rutkowski)
5. „Tajemnice uczuć” (muzyka: Bogdan Kondracki, słowa: Kuba Wandachowicz)
6. „Choć wieje, pada, grzmi” (feat. Borys Szyc) (muzyka: Konrad Kucz / Wojciech Appel, słowa: Kuba Wandachowicz)
7. „Nocą” (muzyka: Filip Sojka, słowa: Kuba Wandachowicz)
8. „Babie lato” (muzyka: Bogdan Kondracki / Karolina Kozak, słowa: Michał Aleks)
9. „Czas” (muzyka: Seweryn Krajewski, słowa: Kuba Wandachowicz)
10. „Aż po życia kres” (muzyka: Marek Kościkiewicz / Bogdan Kondracki, słowa: Kuba Wandachowicz)
11. „Białe pola” (muzyka: Konrad Kucz / Wojtek Appel / Karolina Kozak, słowa: Michał Aleks)
12. „Wracam do domu” (muzyka i słowa: Łukasz Rutkowski)

DVD (edycja specjalna)
1. Kilka słów od Justyny
2. To nie miłość (teledysk)
3. Tu i tu (teledysk)
4. Tajemnice uczuć (teledysk)
5. Daj mi chwilę (teledysk)
6. Wracam do domu (teledysk)
7. Zadzwoń do mnie (Call Me) (teledysk)
8. Johny (teledysk)
9. Tu i tu (making of)
10. Zadzwoń do mnie (Call Me) (making of)
11. Fragment koncertu z wręczenia Złotej Płyty
12. Dom Lalek
13. Wywiad

## Single
- „To tylko złudzenie (To nie miłość)”
- „Tu i tu"
- „Daj mi chwilę"
- „Choć wieje, pada, grzmi"
- „Wracam do domu"
- „Tajemnice uczuć"